# Bryocodia chlorotica
Bryocodia chlorotica là một loài bướm đêm trong họ Noctuidae.